# Hyperacuity
A Hyperacuity Greg Howe 2000-ben megjelent szólólemeze, mely a Tone Center gondozásában jelent meg. A lemez a neoklasszikus hatásokat is felmutató 1999-es elődjével az Ascend albummal szemben ismét visszatért a 90-es évek Howe lemezeit jellemző fúziós jazz stílushoz, némi experimentális hatással kiegészítve. A jazzesebb hangnem magával hozta a már korábban is meglévő Larry Carlton és Allan Holdsworth hatásokat is.
Az I Wish képében egy Stevie Wonder feldolgozás is felkerült az albumra.

## Számlista
Az összes dal szerzője Greg Howe, kivéve ahol jelölve van.. 
| 1.    | Hyperacuity            | 5:54 |
| 2.    | Blindfold Drive        | 6:13 |
| 3.    | Order of Dawn          | 8:33 |
| 4.    | Heat Activated         | 5:03 |
| 5.    | Receptionist           | 6:28 |
| 6.    | Trinka                 | 6:12 |
| 7.    | I Wish (Stevie Wonder) | 6:44 |
| 45:07 |                        |      |

## Közreműködők
- Greg Howe – elektromos és akusztikus gitár, producer, hangmérnök
- Prashant Aswani – akusztikus gitár a 3. dalban
- Kevin Soffera – dob, udu
- Dale Fischer – basszusgitár